# جاده ۷۳ (ایران)
جاده ۷۳ یک جاده در استان گلستان در شمال ایران است. این خط مرزی ترکمنستان را به آق‌قلا و گرگان متصل می‌کند. این جاده بخشی از شبکه بزرگراهی آسیا است که با نام بزرگراه ۷۰ آسیا مشخص شده است.

## مسیر
| تالاب آلماگل |

| نمایشگاه بین‌المللی گلستان |

| هایپر مارکت اسکای مون |

| پایانه مسافربری گرگان |